# Quốc Hương
Quốc Hương (21 tháng 8 năm 1915 – 19 tháng 2 năm 1984) là một ca sĩ nhạc đỏ thế hệ đầu tiên. Ông được coi là một trong những giọng ca lớn nhất của nền tân nhạc cách mạng Việt Nam. Ngoài ra Quốc Hương còn là nhạc sĩ với những ca khúc như Tầm Vu (viết chung với Đắc Nhẫn), Du kích Long Phú...

## Tiểu sử
Quốc Hương tên thật là Nguyễn Quốc Hương, sinh ngày 21 tháng 8 năm 1915 tại làng Kiến Thái, xã Kim Chính, huyện Kim Sơn, tỉnh Ninh Bình. Năm 17 tuổi, ông bắt đầu lưu lạc vào Trung Kỳ, sau là Sài Gòn và từng làm nhiều công việc như công nhân xe lửa, thủy thủ, bốc vác...
Năm 1944, Quốc Hương là một trong những người đầu tiên hát vang bài Tiếng gọi thanh niên của Lưu Hữu Phước tại rạp Nguyễn Văn Hảo, Sài Gòn. Năm 1945, ông tham gia ban Tuyên truyền Sài Gòn - Chợ Lớn với nhiệm vụ là ca hát. Khi Kháng chiến chống Pháp bùng nổ tại Nam Kỳ, ông gia nhập Vệ quốc đoàn, làm tiểu đội trưởng, ca hát và chiến đấu ở khắp các chiến trường khu VII, khu VIII, khu IX. Thời gian này ông còn tham gia dạy lớp nhạc do quân khu XI mở.
Năm 1954, Quốc Hương tập kết ra Bắc sau đó rồi đi tu nghiệp tại Nhạc viện Budapest, Hungary (Có chuyện kể là trong chuyến đi này ông đã gặp và được giáo sư Tito Schipa - một trong 3 giọng tenor huyền thoại của Ý - chỉ bảo). Sau khi về nước, ông làm việc tại Nhà hát ca múa nhạc Việt Nam. Tuy nhiên Quốc Hương vẫn đi vào các chiến trường để tiếp tục ca hát phục vụ các chiến sĩ.
Năm 1975, đất nước thống nhất, ông chuyển vào Thành phố Hồ Chí Minh làm ca sĩ cho đoàn nghệ thuật Bông Sen. Thời gian này, dù đã lớn tuổi nhưng Quốc Hương vẫn tiếp tục công việc ca hát và giảng dạy của mình. Ngày 22 tháng 11 năm 1982, Quốc Hương được nhà nước Việt Nam tặng thưởng Huân chương Lao động hạng Nhì. Năm 1984, ông được phong tặng danh hiệu Nghệ sĩ Nhân dân đợt đầu tiên (cùng với nghệ sĩ ngâm thơ Châu Loan, nghệ sĩ piano Đặng Thái Sơn, ca sĩ Thanh Huyền và 2 nhạc công là Vũ Tuấn Đức và Nam Bá).
Ngày 19 tháng 2 năm 1984, ông qua vì bệnh ung thư tại Thành phố Hồ Chí Minh.

## Sự nghiệp
Quốc Hương là một tên tuổi lớn trong nền tân nhạc cách mạng Việt Nam. Ông là một trong những ca sĩ nhạc đỏ thuộc thế hệ đầu tiên cùng với những tên tuổi như Trần Khánh, Trần Thụ, Mai Khanh, Thương Huyền... Nhiều ca khúc được ông thể hiện đầu tiên, và cũng nhiều ca khúc gắn với tên tuổi ông như: Tình ca (Hoàng Việt), Bình Trị Thiên khói lửa (Nguyễn Văn Thương), Tiểu đoàn 307 (nhạc Nguyễn Hữu Trí - thơ Nguyễn Bính), Đất quê ta mênh mông (Hoàng Hiệp - Dương Hương Ly), Hà Tây quê lụa (Nhật Lai), Hồ Chí Minh đẹp nhất tên người (Trần Kiết Tường), Những ánh sao đêm (Phan Huỳnh Điểu), Cuộc đời vẫn đẹp sao (Phan Huỳnh Điểu - Bùi Minh Quốc), Tiếng hát giữa rừng Pắc Bó (Nguyễn Tài Tuệ), Tôi người lái xe (An Chung), Cùng hành quân đi giữa mùa xuân (Cẩm La)... Những ca khúc này đều được phát sóng rộng rãi trên sóng phát thanh của Đài tiếng nói Việt Nam. Giai đoạn sau này, ông cũng trực tiếp dạy cho nhiều ca sĩ Thế Hiển, Tuấn Phong...
Quốc Hương còn là một nhạc sĩ với những sáng tác được nhiều người biết tới như: Du kích Long Phú, Cô gái Vĩnh Hanh, Đoàn người đi tòng quân, Tầm Vu (viết cùng Đắc Nhẫn)...

## Tiếng hát Quốc Hương
Năm 2001, SaiGon Audio-CD phát hành album mang tên Tiếng hát Quốc Hương gồm có các ca khúc được thể hiện của giọng ca của ông được phối khí, mix và biên tập lại.

Bìa CD Tiếng hát Quốc Hương

### Track list
1. Lời mở đầu
2. Hồ Chí Minh đẹp nhất tên người (Trần Kiết Tường)
3. Tình ca (Hoàng Việt)
4. Hà Tây quê lụa (Nhật Lai)
5. Những ánh sao đêm (Phan Huỳnh Điểu)
6. Trên đường ta đi (Bửu Huyền)
7. Bài ca Trường Sơn (Trần Chung)
8. Tôi người lái xe (An Chung)
9. Lá đỏ (Hoàng Hiệp)
10. Vàm Cỏ Đông (Trương Quang Lục)
11. Tình ca đất nước (Phan Nhân)
12. Cuộc đời vẫn đẹp sao (Phan Huỳnh Điểu - Bùi Minh Quốc)
13. Tiểu đoàn 307 (Nguyễn Hữu Trí)